# Titan (Schiff, 1941)

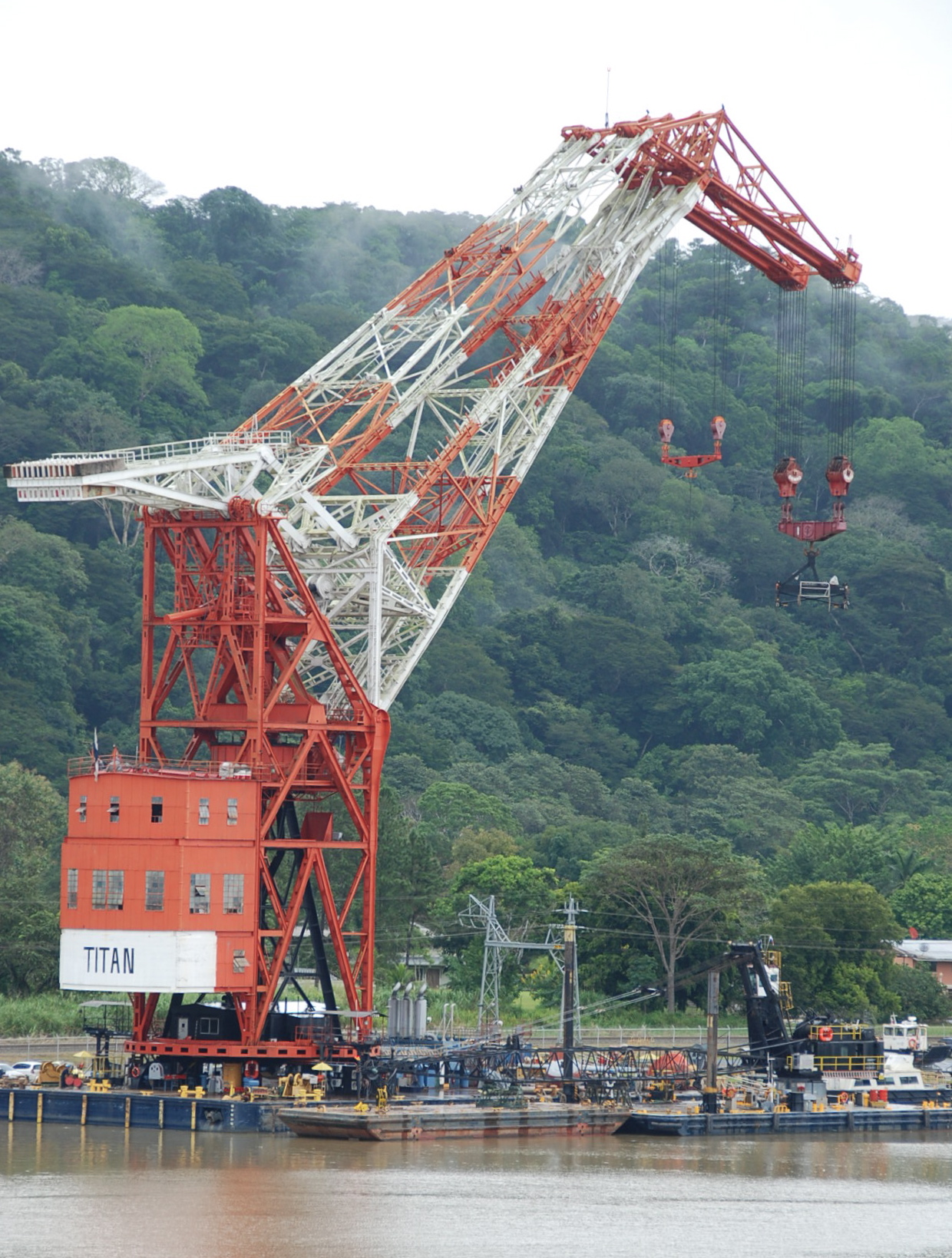

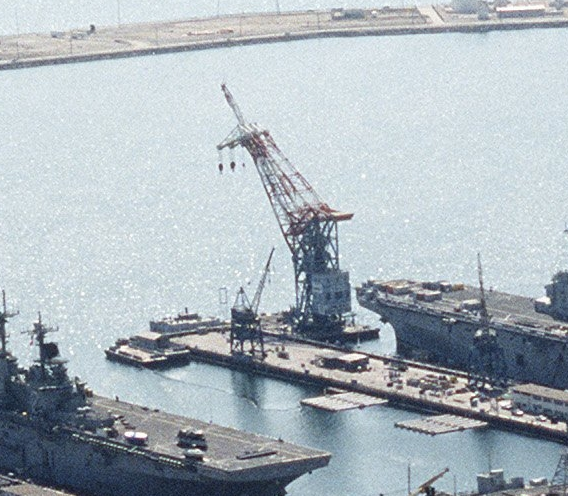
Titan im Long Beach Naval Shipyard 1993

Titan ist der heutige Name eines Schwimmkrans der Autoridad del Canal de Panamá (ACP, panamaische Kanalbehörde), der vor allem unter dem Spitznamen Herman the German bekannt ist. Ursprünglich wurde er von der deutschen Kriegsmarine im Zweiten Weltkrieg als einer von vier baugleichen Kränen genutzt. Bei seiner Inbetriebnahme zählte der Kran zu den leistungsstärksten seiner Art. Die US Navy nutzte den Kran nach Kriegsende unter der Bezeichnung 350T GERCRANE (YD 171) bis 1994.

## Technische Daten
Titan besitzt eine Tragkraft von 350 t an seinen Hebeösen. Die Spitze des Hauptarms ragt 114 m über die Wasseroberfläche und allein dieser Hauptarm wiegt 400 t. Das Gesamtgewicht des Krans beträgt inklusive fest verbundenem Ponton 5000 t. Der Ponton hat die Maße 62 × 33 × 5 Meter mit einem Tiefgang von etwas über drei Metern. Der Kran hat drei Voith-Schneider-Antriebe, die eine Geschwindigkeit von acht Knoten ermöglichen und für den hafennahen Fahrbetrieb ausgelegt sind.
Die benötigte Elektrizität des elektro-hydraulischen Krans wird mit Hilfe von drei 900 PS starken Dieselgeneratoren gewährleistet. Nahezu 13 Kilometer Kabel sind im Kran verlegt. Seine Stabilität erhält der Kran durch ein 400-t-Gegengewicht unter der Maschinenanlage und ein 200-t-Gegengewicht am Hauptträger. Der gesamte Tragabschnitt des Krans ruht auf einem Aufleger mit 18,5 m Durchmesser.
Es sind Quartiere für bis zu 28 Personen auf dem Schwimmkran vorgesehen und die Kransteuerung befindet sich in 27 Metern Höhe.

## Geschichte
Im Laufe seiner Betriebszeit wurde der Schwimmkran an drei verschiedenen Orten ab- und wieder aufgebaut.

### Zweiter Weltkrieg und Reparation
Die deutsche Kriegsmarine benötigte im Zuge der Aufrüstung stärkere Schwimmkräne. Daher wurden 1938 insgesamt vier neue Kräne mit höherer Leistungsfähigkeit bestellt.
Sie wurden 1941 von der DEMAG gebaut und anschließend in die größten Marinehäfen Deutschlands überführt (u. a. Germaniawerft Kiel). Die damalige Bezeichnung lautete DEMAG I/38 - IV38. Zumindest der Schwimmkran I/38 wurde auch als „Der lange Heinrich“ bezeichnet. Dies ist auch auf einer alten Postkarte aus Flensburg zu erkennen (eindeutig zu identifizieren anhand des Steuerstands und des Kranauslegers und nicht zu verwechseln mit dem Kran „Der Lange Heinrich“ aus dem Jahre 1915). Der Schwimmkran Titan tat seinen Dienst zunächst in Kiel. Nach dem Ende des Zweiten Weltkrieges wurde dieser Kran von den Siegermächten als Reparationsleistung demontiert und mitgenommen.
YD 171 wurde 1945 von amerikanischen Truppen in Bremerhaven demontiert und im Schleppverfahren quer über den Atlantik und durch den Panamakanal transportiert. Das war insofern ein sehr riskantes Manöver, als ein weiterer Kran beim Versuch, ihn durch den Ärmelkanal zu schleppen, kenterte. Der dritte Kran wurde 1941 an die Sowjetunion verkauft, nach dem Krieg fertiggestellt und befindet sich immer noch im Einsatz (Stand 2018). Der vierte Kran wurde im Krieg im Hamburger Hafen von Bomben getroffen und nach dem Krieg von den Engländern gesprengt.

### Einsatz in den USA
Nach seiner Reise über den Atlantik passierte YD 171 zum ersten Mal den Panamakanal. An der engsten Stelle blieben zwischen dem Kran-Ponton und den Kanalmauern nur etwa jeweils 7,5 cm Platz. Anschließend kam er an seinen Einsatzort im Long Beach Naval Shipyard. Dort wurden die defekten Teile des Krans ersetzt, und er wurde mithilfe des Schiffskrans der USS Kearsarge aufgebaut. Der Ponton wurde dazu in ein Trockendock gebracht und so weit abgesenkt, dass man den Kran in seiner vollen Höhe wieder vollständig zusammenbauen konnte.
Als das Flugboot Hughes H4 Spruce Goose 1992 ins Evergreen Aviation & Space Museum kommen sollte, wurde die Titan eingesetzt, um es zunächst für zwei Tage an Land zu hieven und anschließend auf einen Schwimmponton zu befördern.

### Panamakanal

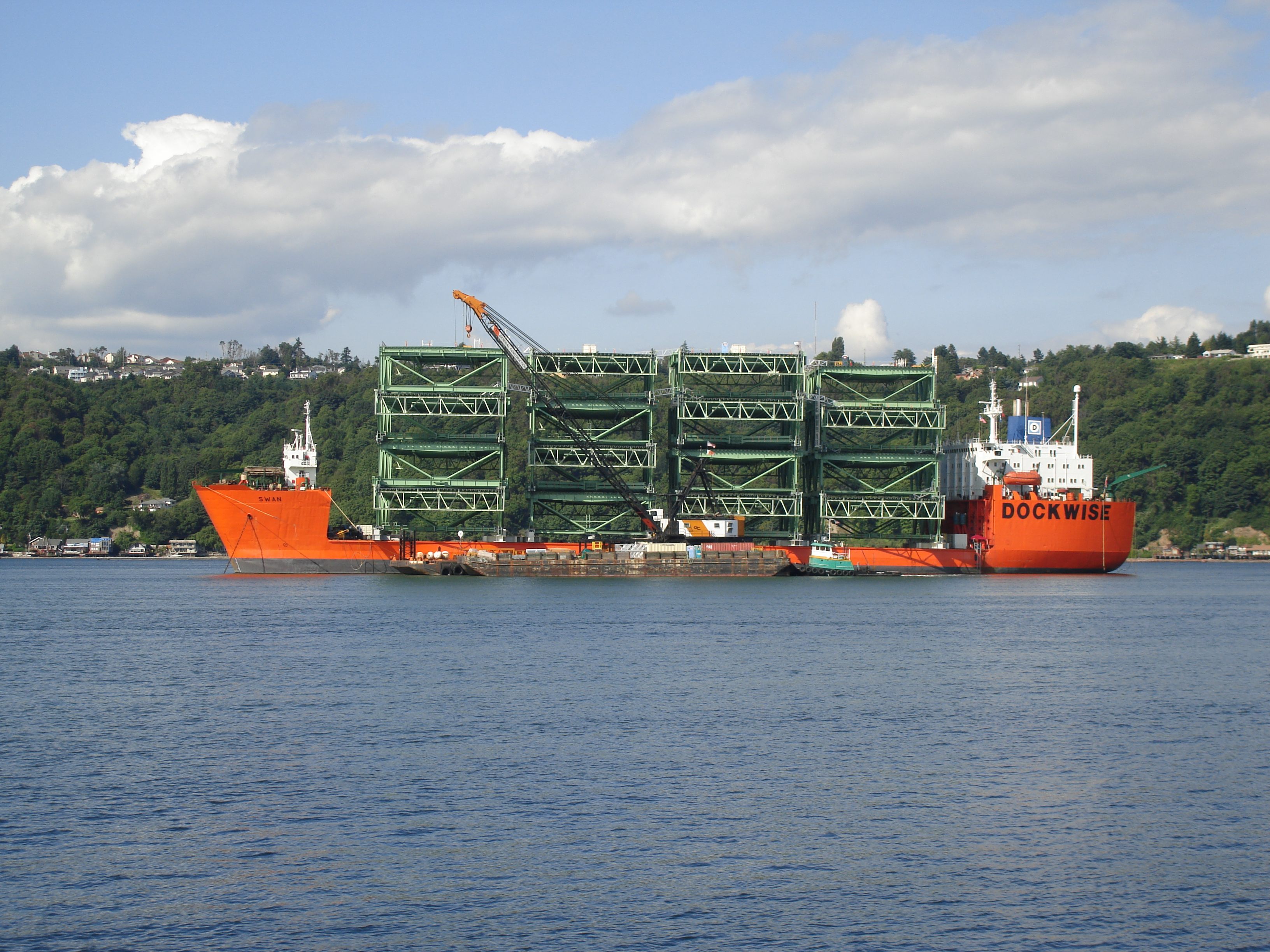
Das Schwergutschiff Swan (früher SeaSwan), das den Titan 1996 nach Panama transportierte

In den frühen 1990er Jahren wurde die Marinewerft in Long Beach geschlossen; der technisch immer noch funktionsfähige Schwimmkran YD 171 wurde zum Verkauf angeboten. Der Defense Reutilization and Marketing Service (DRMS) fand die Panamakanalgesellschaft als Käufer, denn am Panamakanal benötigte man einen starken Schwimmkran für die Schleusentorwartung und bei dem Kanalausbauprojekt. Der Verkauf fand am 19. September 1994 statt und die Reiseroute wurde ausgearbeitet. Aufgrund fehlender Werftkapazität in Panama war es nicht möglich, den Kran vor dem Transport zu demontieren und vor Ort wieder aufzubauen. Deshalb wurde er auf dem Transportschiff Sea Swan nach Panama gebracht.
Im aufrechten Zustand konnte der Kran nicht unter der Puente de las Américas hindurchfahren. Die Möglichkeit, das Mittelteil der Brücke anzuheben und später wieder aufzusetzen, wurde wegen der erwarteten Kosten von zwei Millionen US-Dollar verworfen. Somit blieb nur noch die Möglichkeit einer Teildemontage, bei der der Kran mit eigenen Mitteln wieder aufgebaut werden konnte. Es genügte dafür, die Verbindung des Hauptträgers zum Aufleger zu trennen und ihn dadurch im Winkel auf 24° zu neigen, so dass der Kran unter der Brücke hindurchfahren konnte. Anhand einer FEM-Analyse wurde überprüft, ob die beim Transport auftretenden dynamischen Lasten für Schäden in der Struktur sorgen würden und sie wurde daher sicherheitshalber verstärkt. Die Firma SeaTeam Heavy Lift of Oslo bekam den Transportauftrag und transportierte den Kran auf dem Float-on/Float-off-Schiff, der Sea Swan. Am 19. Mai 1996 wurde der Kran aufgeladen und die Reise mit der Sea Swan begann am 22. Mai 1996. Am Ende desselben Monats wurde der Kran abgeladen und den neuen Besitzern übergeben.

## Anmerkung
1. ↑  Der deutsche Name ist nicht überliefert